# 12-річчя Жовтня
12-річчя Жовтня (рос. 12 лет Октября) — селище у складі Поспєлихинського району Алтайського краю, Росія. Адміністративний центр сільської ради 12-річчя Жовтня.

## Населення
Населення — 813 осіб (2010; 991 у 2002).
Національний склад (станом на 2002 рік):
- росіяни — 93 %